# Alertez les bébés ! (film)

Alertez les bébés ! est un film de docu-fiction français réalisé par Jean-Michel Carré et sorti en 1978.

## Sujet abordé
Alertez les bébés ! se veut un pamphlet qui dénonce la norme éducative, au moment où l'Éducation Nationale met en œuvre la réforme Haby. Réflexion collective d'un groupe d'enseignants, de chercheurs en pédagogie et de militants ouvriers, encadré par le réalisateur, le film est composé de séquences documentaires et de scènes de fiction. Le but en est de dénoncer l'aspect normatif de l'enseignement, son inféodation à une société de classe qui a un projet qui ne vise pas à l'épanouissement de l'enfant mais à son formatage social dans lequel les classes populaires sont enfermées. À travers la sélection, la psychologisation à outrance, l'infantilisation par une hyperprotection, l'enfant des classes populaires subit une ségrégation qui non seulement est maintenue derrière le masque de la réforme Haby, mais au contraire s'en retrouve accrue

## Réception et contexte sociologique
Jugé trop subversif, le film est interdit de diffusion à la télévision française, mais sa sortie en salle est un franc succès, il rassemble plus d'un million de spectateurs. Le film constituait une riposte libertaire à la réforme Haby qui entrait en action en 1976. Le réalisateur déclare « J’ai donc tourné avec eux Alertez les bébés !, un long métrage qui démonte complètement comment fonctionne l’échec scolaire. Ce n’est pas un hasard si tout est fabriqué au niveau de l’école bourgeoise ; depuis Jules Ferry, tout a été bien huilé pour mettre en échec un enfant sur deux. ».

## Intervenants
- Claude Duneton
- Jean-Pierre Moulin
- Noëlle Frémont
- Robert Delarue

## Fiche technique
- Réalisation : Jean-Michel Carré
- Scénario : Patricia Agostini, Jean-Michel Carré
- Son : Jean-Raoul Bloch-Laroque
- Montage : Danièle Lacoste, Hélène Sautreau
- Production / Diffusion : Les Films grain de sable
- Durée : 87 min
- Format : 16 mm, couleur

## Distinctions
- Prix du public au Festival international de Trouville en 1978.
- Prix du Festival du Cinéma du réel de Beaubourg en 1978